# Kamil Zayatte
Kamil Zayatte (Conakry, 7 marzo 1985) è un ex calciatore guineano, di ruolo difensore.

## Carriera

### Club
Zayatte si è trasferito dalla Guinea in Francia, precisamente a Parigi, a quindici anni. Il suo primo club professionistico è stato il Lens, dove ha giocato con l'attuale compagno di squadra Daniel Cousin. Ha giocato soltanto due gare per la squadra francese, di cui una di campionato e una di coppa, prima di trasferirsi agli Young Boys per avere più opportunità di essere schierato in campo.
Nell'estate 2008, ha effettuato provini per Everton e Newcastle United, per poi trasferirsi in prestito all'Hull City. I Tigers, nel contratto, avevano una clausola per poter acquistare il calciatore, in caso di permanenza in Premier League. Il guineano è stato poi ingaggiato a titolo definitivo a gennaio 2009, in cambio di una somma che ha battuto il precedente record di trasferimento dell'Hull City (due milioni e mezzo per Anthony Gardner).
Il 25 ottobre 2008, Zayatte ha segnato la prima rete per l'Hull, nella vittoria per tre a zero sul West Bromwich Albion. Il 30 dicembre, è stato protagonista di una sfortunata autorete nella sconfitta casalinga per uno a zero contro l'Aston Villa. Il 23 gennaio 2009 è stato acquistato a titolo definitivo ed ha firmato un contratto triennale.
Il 18 gennaio 2011 ha rescisso il contratto con l'Hull City.

### Nazionale
Zayatte ha debuttato con la Guinea nel 2007 ed ha partecipato alla Coppa delle nazioni africane 2008.

## Palmarès

### Club

#### Competizioni internazionali
- Coppa Intertoto UEFA: 1

Lens: 2005